# Liardetia boninensis
Liardetia boninensis es una especie de molusco gasterópodo de la familia Euconulidae en el orden de los Stylommatophora.

## Distribución geográfica
Es  endémica del Japón.  